# Jon Garavaglia
Jonathan David Garavaglia, detto Jon (Dearborn, 8 aprile 1974), è un ex cestista statunitense con cittadinanza italiana.

## Palmarès
- McDonald's All-American Game (1993)